# Ressources égyptologiques informatisées
La création d'un répertoire des « Ressources Égyptologiques Informatisées » (« Computerized Egyptological Resources » ; « Informatisierte Quellen zur Ägyptologie »), a été confiée à la Société d'Égyptologie de Genève.
Le but est de recenser tout matériel informatique utile à l'égyptologie (programme d'étude, application, fichiers, polices de caractères, etc.).
Le premier répertoire date de 1995 (enrichi en 1996 et 1997), et a été publié dans le Bulletin de la Société d'Égyptologie de Genève.